# Дипавамса
«Дипавамса» (синг. දීපවංශය, деванагари: दीपवंस, Dīpavaṃsa, — «Хроника острова») — древнейшее историческое произведение Шри-Ланки, написанное на языке пали. Хроника, как считается, была составлена из «Аттхакатхи» и других источников примерно в III—IV веках н. э. Наряду с «Махавамсой» она является источником многих сведений по древней истории Шри-Ланки и Индии. Важность «Дипавамсы» заключается также в том, что она является одним из ранних произведений буддийской и палийской литературы.
Авторами «Дипавамсы» выступили, вероятно, несколько буддийских монахов традиции Махавихара из Анурадхапуры в III—IV веках н. э. Согласно «Махавамсе» царь Дхатусена (IV век н. э.) постановил, чтобы «Дипавамса», написание которой, как полагают учёные, уже было завершено, читалась публично на празднике Махинды, проводившемся ежегодно в Анурадхапуре.

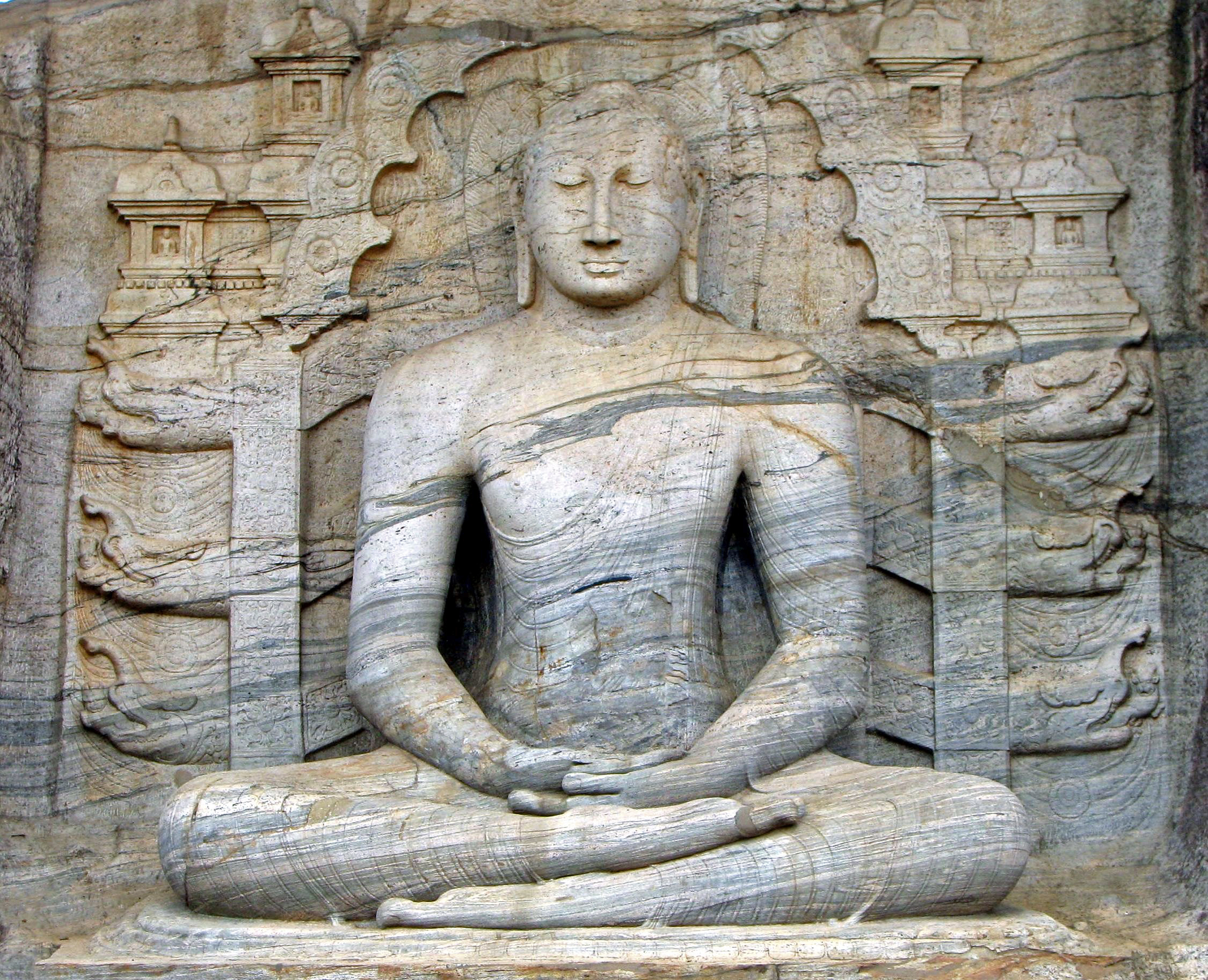
Сидящий Будда с дхьяна-мудрой (возможный признак махаянистского влияния) — одно из четырёх изображений Шакьямуни в скальном храме Гал Вихара (XII в.) в Полоннаруве.

«Дипавамса» ссылается на три посещения острова Буддой. Местами, которые посетил последний, были Келания (англ.), Дигавапи (англ.) и территория, где позднее в парке Анурадхапуры посадили дерево Бо. Хроника не содержит упоминаний о посещении Буддой Саманалаканды (Адамова пика).
Что касается известной легенды о Виджае, «Дипавамса» упоминает, что у Синхабаху и Синхасивали, царя и царицы государства Лала (или Лата), родились близнецы. Старшего сына назвали Виджая, младшего — Сумитта. Так как Виджая был жесток в обращении и отличался неприличным поведением, разъярённые люди потребовали от царя убить своего сына. Однако король этого не сделал, заставив вместо этого сына и его 700 последователей покинуть царство. Царь с приближёнными высадился на Шри-Ланке, в месте под названием Тамбапанни, именно в тот день, когда Будда погрузился в нирвану.

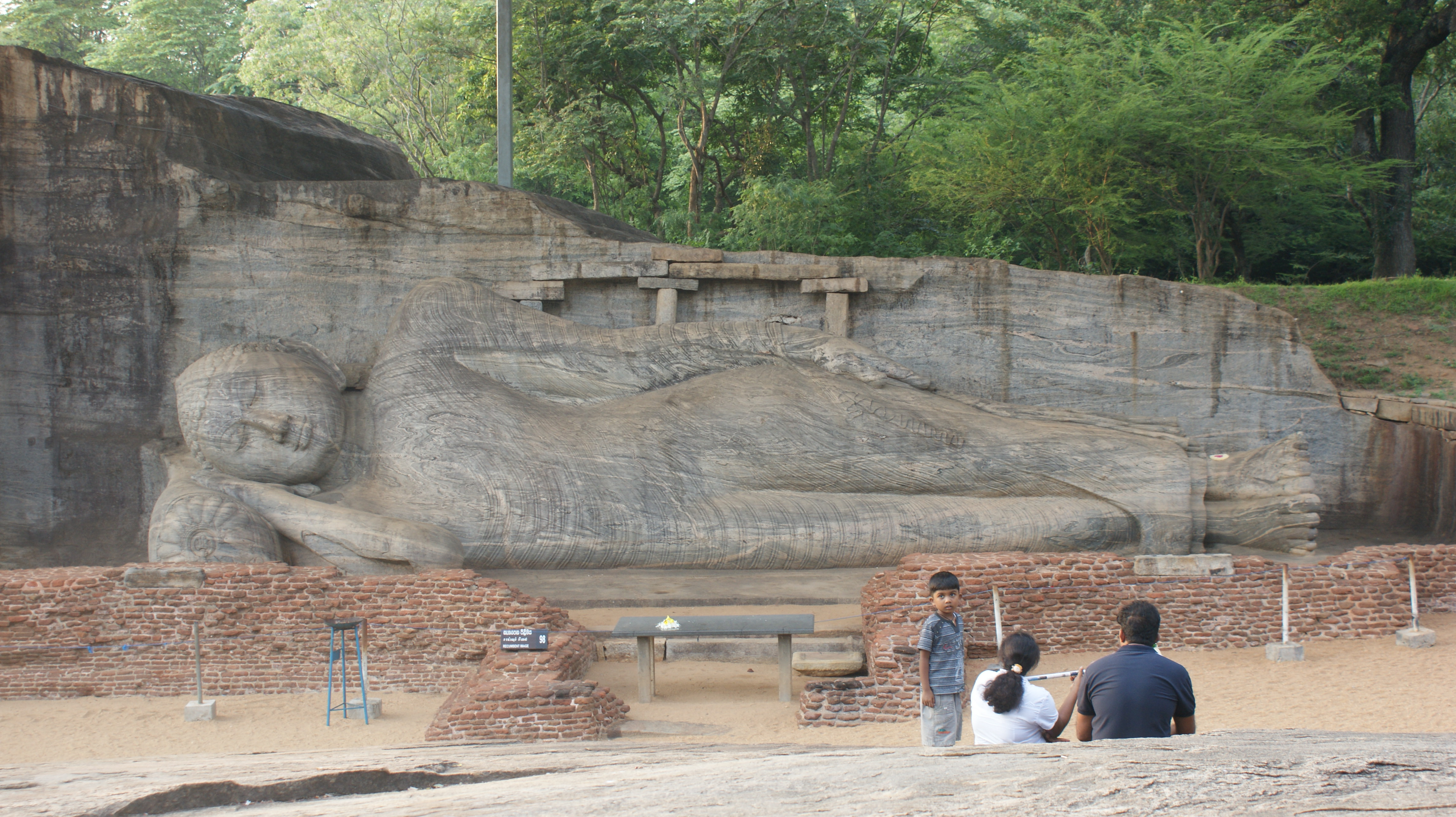
Будда в паринирване, Гал Вихара (XII в.), Полоннарува.

«Дипавамса» содержит более полное описание прибытия Сангамитты (дочери Ашоки), но эпическая история о Дутугамуну изложена весьма кратко, в десяти палийских строфах, в то время как «Махавамса» посвящает ей десять глав.
«Дипавамса» послужила, как считается, исходным материалом для «Махавамсы».

## Переводы
«Дипавамса» впервые отредактирована и переведена на английский Германом Ольденбергом в 1879 году. Затем, в 1947 году хроника была изучена Б. Ч. Лоу. Тилман Фраш указал, что в Бирме хранится более объёмная и менее повреждённая версия текста, чем тот сингалезский манускрипт, с которого переводил Ольденберг. Один такой манускрипт хранится в Библиотеке Джона Райландса.